# 山下英一郎
山下 英一郎（やました えいいちろう、1965年 - ）は、日本の軍装研究家、戦史研究家。歴史学博士（Ph.D.）。専門はナチス・ドイツの軍装。
東京都出身。立教大学大学院博士課程前期課程西洋史専攻修了。東京渋谷の軍装店「アルバン」店長を経て、1996年よりドイツ軍装専門店「KLAUSE」を主宰。軍事史学会会員。

## 著書
- 『SSガイドブック』（新紀元社、1997年）
- 『制服の帝国　アルゲマイネSS写真集』（新紀元社、2004年）
- 『制服の帝国　武装SS』（新紀元社、2005年）
- 『ナチ・ドイツ軍装読本　SS・警察・ナチ党の組織と制服』（彩流社、2006年/増補改訂版、2011年）
- 『制服の帝国　ナチスSSの組織と軍装』（彩流社、2010年）
  - ※上記『SSガイドブック』『制服の帝国 アルゲマイネSS写真集』『制服の帝国 武装SS』を合本・改題・加筆したもの。
- 『シリーズ制服の帝国　ナチスの群像』上・下巻（ホビージャパン、2011年）